# Alticola tuvinicus
Тувинска сребрна волухарица (Alticola tuvinicus) је врста волухарице. 

## Распрострањење
Врста је присутна у северозападној Монголији и блиском суседном подручју Русије.

## Станиште
Станиште врсте су планинске степе.

## Угроженост
Ова врста је наведена као последња брига, јер има широко распрострањење и честа је врста.